# Ejército de Arauco
Conocido comúnmente como Ejército de Arauco, su nombre oficial era Tercios de Arauco. Fueron las fuerzas armadas de la Capitanía General de Chile a partir de 1604 para combatir contra los Mapuches en la guerra de Arauco. Eran fuerzas profesionales entrenadas, armadas y pagadas por el Virrey del Perú, formadas por soldados españoles o criollos con contingentes de yanaconas o indios auxiliares.
A cargo de estas fuerzas estaba la defensa de la frontera entre el territorio español y el territorio mapuche, a lo largo del río Biobío mediante una serie de fortalezas. Su comandante máximo era el gobernador de Chile. Su centro de operaciones estaba en Concepción.

## Antecedentes
Ya en tiempos de Pedro de Valdivia y García Hurtado de Mendoza los ejércitos hispanos llegaban a mil soldados ibéricos. Ambos tenían además miles de auxiliares yanaconas.
En 1583 fue nombrado Alonso de Sotomayor, militar exitoso de gran historial, quien tras impeccionar la situación, suavizó el trato en las encomiendas y elaboró un plan para la conquista definitiva de Arauco, por lo que solicitó a la Corona unos 5.000 soldados españoles, pero solo le enviaron 200. Para muchos historiadores, el rechazo de la medida que posiblemente hubiera permitido la conquista de los mapuches, ya que hubiera acelerado el mestizaje del país, se debió a la decadencia de la Corte imperial, que solo enviaba a sus mejores hombres pero sin apoyo logístico o en números insuficientes.
Tras el desastre de Curalaba en 1598, durante cuatro años la rebelión mapuche destruyó las siete ciudades españolas entre el río Bío Bío y el canal de Chacao y redujo el resto de la provincia a la ruina económica y desastre moral. Para remediarlo se mandó a Alonso de Ribera como gobernador (1601-1605), quien inició una serie de campañas militares a fin de contener a los indígenas. En 1602 envió una carta al rey español para solicitar crear un ejército permanente y profesional en la Araucanía. En enero de 1603 el rey dio su autorización, en 1604 la orden llegó al país.
Le produjo alarma a Ribera que los soldados no tenían disciplina, vivir en el cuartel era desorden, cada soldado dormía donde quería, lo que imposibilitaba una rápida movilización. Los fuertes eran construidos sin ciencia militar y solo eran edificios rodeados de altas empalizadas. Las tropas, de hecho, eran acompañadas por mujeres indígenas o mestizas (2 o 3 por soldado) encargadas de hacer de todo a los soldados, pocos tenían real disciplina. Para labrar traían, además, criados, se decía que los soldados se peleaban por conflictos por las mujeres que los acompañaban.

### El ejército araucano
Los mapuches nunca constituyeron un Estado unido, eran agrupaciones independientes entre sí que compartían la cultura y una misma lengua. Solo empezaron a organizarse en grupos de mayor extensión ante la llegada de los españoles.
Cuando los hombres cumplían 14 y las mujeres 12 años, se les iniciaba en el Admapu el conjunto de normas tradicionales que regulaban su conducta. Se les enseñaba la historia oral de sus ancestros, prohibiciones sociales y religiosas y al final los ritos esotéricos. Además, los hombres hacían gimnasia para robustecer el físico y les enseñaban el manejo de las armas. Los ancianos enseñaban el arte de la oratoria y les hacían prácticas mnemotécnicas para transmitir mensajes oídos una sola vez. Tras 3 años de entrenamiento debía rendir pruebas de valor, fuerza y destreza para ser un guerrero. Los guerreros se llamaban conas y debían jurar lealtad incondicional a su toqui. El apoyo en guerra era de forma voluntaria de cada familia mapuche.[cita requerida]
Ante la guerra se reunían los jefes de varias tribus, si los augurios eran favorables se elegía un toqui, quien escogía sus suboficiales según el mérito de anteriores campañas. Después se sacrificaban a los pillanes un prisionero, que era despedazado con crueldad.
Los mapuches preferían ataques por sorpresa, llamados malones, y emboscar al enemigo en los bosques, aunque también luchaban en campo abierto. Hacían ataques frontales en masa. Usaban hachas de piedras, mazas y lanzas para combate cuerpo a cuerpo y se protegían con cascos y armaduras de cuero duro de lobo marino o guanaco, con escudos de cuero y madera. También utilizaban boleadoras, arcos y lanzas arrojadizas.
Los mapuches marchaban en columnas divididas en escuadrones según la tribu, con los lanceros al frente, la infantería ligera les seguía e iban flanqueados por arqueros. Los guerreros en campo abierto se colocaban según sus armas, los arqueros al frente y al centro, la infantería ligera (con garrotes y hachas) al centro y lanceros en los flancos. Atacaban de frente y en masa con cierta disciplina, aunque al entrar el combate perdían todo orden de combate, siéndoles imposible hacer movimientos estratégicos complejos. Cada grupo de tribus era independiente.
Los mapuches frente al enemigo gritaban, se tiraban al suelo y se reincorporaban, mientras los guerreros más destacados gritaban sus nombres. Se pintaban la cara con rojo o blanco. Sobre sus cabezas llevan sus animales totémicos, pieles de pumas, cabezas de zorros, gatos, quiques y serpientes con la boca abierta, con plumas de ñandú, loros y águilas sobre la frente, hombros y la parte de atrás del cuello. Llevaban los capitanes capas de colores encendidos.
Construyen pucarás en lugares de difícil acceso y cerca de vías de comunicación. 
Con la llegada de los españoles, los mapuches se mostraban muy adaptables e ingeniosos, improvisan rápidamente. Dejan de luchar en campo abierto y los ataques en masas desordenadas se reemplazan por ataques con escuadrones, que se reemplazan continuamente para cansar al enemigo, cuando este está agotado atacan con todas sus fuerzas. Dejan avanzar al enemigo por la selva y solo cuando consideran que todo está a su favor, atacan. Bloquean las salidas con trampas y empalizadas. Para evitar las armas de fuego se cubren con muros de troncos, desde donde atacan, también de preferencia, atacan en días de lluvia en los que la pólvora falla. Poco después del contacto con los españoles empiezan a usar y hacer armas de acero, como hachas (su arma favorita con la lanza), espadas, cotas de malla, puntas de lanzas y flechas. Utilizan lanzas, mazos cortos llamados macanas, para derribar un caballo y lazos para derribar a los jinetes (preferían que el enemigo estuviera en terrenos lodosos y boscosos donde la caballería española no era eficaz). También usan pólvora y armas de fuego. Poseían un sistema de espionaje muy sofisticado y eficiente. Eran grandes jinetes sobre todo en las pampas, quienes eran ganaderos de las manadas de la región. A caballo sus armas preferidas eran la lanza y la boleadora. Los mapuches también preferían los malones o ataques por sorpresa a los campamentos, pueblos y fuertes españoles para robar ganado y mujeres.
Cuando los españoles lograban vencer o pactar con un grupo de tribus mapuches, otra solía rebelarse al sentirse amenazada por la expansión de la influencia enemiga. Esto solía confundir a los españoles, quienes podían terminar atacando a las tribus sometidas, las cuales terminaban por rebelarse de nuevo, creando un ciclo constante de guerras y alianzas.
En 1601 los españoles tenían de 1.151 a 1.397 soldados.

## Ejército profesional
Ribera impuso la disciplina, regularizó el ejército e hizo un "censo militar" para contar todo varón hispano en edad de luchar, estableciéndose un servicio militar obligatorio. Con la autorización de la Real Cédula en 1604 se creó el ejército, se estableció el Real Situado como financiamiento a las tropas. Este era de 1.500 soldados, con 120.000 ducados de finanzas (116 al maestre de campo, 65 a cada sargento, 54 por capitán de caballería, 50 a los de infantería, 25 a los ayudantes, etc.).
Se trató de promocionar el enrolamiento voluntario como medio de hacer riquezas con el botín. En 1606 se aumentó a 212.000 ducados y el ejército a 2.000 soldados. Se organizó el apoyo logístico, se enroló a artesanos para que fabricaran elementos que necesitaran los soldados. Se estableció la Estancia del Rey, para abastecer a las tropas, la cual incluía tierras de la isla Santa María, dos estancias al sur del Maule y otra en Quillota.
Además se levantaron fuertes al norte del Biobío para contener el avance indígena. Aunque siempre hubo ataques, se estableció el río como frontera y luego como zona de intercambio comercial. 
Tras servir el soldado, se convertía en colono para poblar el país y ayudar en la economía donde recibía tierras. A partir de 1664, tras el fin de la rebelión mapuche de 1655, los combates se hicieron menos frecuentes y surgió una relación más comercial entre españoles y mapuches. 
Muchos de los soldados y oficiales españoles, llegados tanto de España como del Perú, habían combatido en guerras europeas y decidían viajar a Chile debido a la fama alcanzada por los mapuches, quienes dentro del ámbito militar se habían hecho un prestigio a nivel internacional como grandes guerreros. La profesionalización del ejército español en Chile significó que los hombres enviados a Chile eran seleccionados entre los que tuvieran los mejores antecedentes personales, ya sea de conducta, de valer militar, de aptitud física entre otros. Esto desmiente a muchos que señalan que a Chile eran enviados delincuentes comunes. Con todo lo señalado se llegó a conformar una fuerza eficiente, disciplinada y con un gran prestigio social. 
Tropas españolas en la frontera del Biobío en 1695:
| Lugar           | Tipo de implentación | Número de tropas | Posición respecto al río |
| --------------- | -------------------- | ---------------- | ------------------------ |
| Chillán         | presidio             | 84               | norte                    |
| Concepción      | presidio             | 482              | norte                    |
| Yumbel          | tercio               | 467              | norte                    |
| Talcamávida     | fuerte               | 31               | norte                    |
| Buena Esperanza | fuerte               | 10               | norte                    |
| San Cristóbal   | fuerte               | 21               | norte                    |
| San Pedro       | fuerte               | 24               | sur                      |
| Colcura         | fuerte               | 14               | sur                      |
| Santa Juana     | fuerte               | 13               | sur                      |
| Arauco          | tercio               | 436              | sur                      |
| Tucapel         | fuerte               | 61               | sur                      |
| Purén           | fuerte               | 224              | sur                      |
| Nacimiento      | fuerte               | 18               | sur                      |

## Tercio "de arriba"
De forma análoga a las formaciones militares que custodiaban la frontera del Biobío, a partir del año 1602 se conformó en la provincia de Chiloé un ejército destinado a defender al archipiélago del mismo nombre de la amenaza indígena. Estas tropas se ubicaron en torno a los fuertes de Carelmapu y Calbuco, y recibieron el nombre de "Tercio de arriba" debido a la mayor latitud a la que se encontraban.

## Junta de Guerra de Indias
El organismo máximo que mandaba las fuerzas coloniales en las colonias españolas en América era la Junta de Guerra de Indias, organismo creado por Felipe III el 27 de agosto de 1600, con sede en la Corte española. Éste era un organismo asesor del Rey en materia de guerra. A través de él se gestionaban las gratificaciones y premios para los militares de destacada carrera en las colonias; pero la distancia entre la metrópoli y sus colonias no permitía una eficiente administración militar. Esto se subsanó cuando, el 19 de julio de 1614, el Rey reconoció a los virreyes el supremo mando militar en sus respectivas jurisdicciones, con el nombre de capitanes generales, permitiéndoles ejercitar ese cargo por mar y tierra. Además, los virreyes quedaron facultados de nombrar a sus lugartenientes y capitanes con libertad de removerlos. El segundo en el mando era el maestre de campo, o lugarteniente del general y justicia mayor de todo el ejército. Venía a continuación el sargento mayor, quien era el auxiliar y reemplazante del maestre de campo en ciertas ocasiones. Luego estaban los capitanes inferiores con mando sobre alféreces, sargentos menores y cabos de escuadra, furrieles, borracheles y soldados, que eran los grados inferiores en la escala de mando. Tocaba al virrey el conocimiento judicial de las causas de militares en primera y segunda instancia, que debía hacerse con asesoramiento de un letrado; pero con el transcurrir de los años, los asesores o auditores asumen las causas en primera instancia, reservándose al virrey las apelaciones. 
La guardia del reino o del virrey era la única fuerza militar que existió en el virreinato del Perú hasta el siglo XVII. Fue instituida por el virrey Andrés Hurtado de Mendoza, Marqués de Cañete (1556-1561). Tres cuerpos integraban esta guardia: La Compañía de Lanceros, la de Arcabuceros y la de Alabarderos. Las dos primeras integradas por gentileshombres y la última por jóvenes soldados. La carencia de ejército organizado se alivió con la aparición de cuerpos de milicias. Este cuerpo se convocaba en caso de necesidad y en forma voluntaria y estaba integrado por los encomenderos y vecinos de las ciudades. Cuando concluía su acción de guerra, el mismo era disuelto y los soldados volvían a sus antiguas ocupaciones. Los milicianos recibían paga solo cuando estaban en campaña, acuartelados o prestando un importante servicio. Además, las armas eran costeadas por el propio miliciano. Hacia 1685, existían en la capital del virreinato 53 compañías de infantería y 12 de caballería, acuarteladas eventualmente. Tropas permanentes eran en esta época un batallón fijo de 189 compañías de infantería y 9 de caballería, más algunos destacamentos formados por mulatos, negros e indios. Soldados de todos los grupos étnicos formaban el emergente ejército virreinal. 
El siglo XVIII contempló el surgimiento de un verdadero ejército virreinal. En 1760 se crea en la Metrópoli la Inspección General de los Reales Ejércitos y en 1770 el mariscal de campo Alejandro O'Reilly es nombrado inspector general del ejército en América. Anteriormente el virrey José Antonio Manso de Velasco, Conde de Superunda (1745-1761), expidió un nuevo reglamento orgánico para la plaza militar del Callao estableciendo en el Perú la Comisaría de Guerra y Marina, que se encargaría de supervisar a las tropas del Real Presidio y Fortaleza del Callao y la tripulación de los navíos, con facultad de formarles cargo por el manejo de los pertrechos de guerra. Para ello suprimió los cargos de veedor, pagador general, proveedor de la armada y teniente general de artillería. Reglamento que funcionó también para las fortalezas de Chile, Capitanía General que dependió del Perú en lo militar. En 1769 Carlos III manda aplicar en América las famosas Ordenanzas Militares promulgadas para España el año anterior. En ellas se incrementan los privilegios del fuero militar para todos los militares que servían en sus tropas y gozaban de sueldo abonado por las tesorerías del Ejército.

## Ejércitos coloniales
Los ejércitos coloniales formados por la Corona española son la base de todas las fuerzas armadas de Hispanoamérica, incluyendo las fuerzas independentistas que los vencieron. Los españoles fundaron varias fuerzas en sus provincias. Además, estas fuerzas tenían miles de indios auxiliares apoyándolos. A fines del siglo XVIII, el ejército y las milicias llegaban a tener 16.000 miembros.
Sin embargo, los éxitos mapuches obligaron a las autoridades españolas a abandonar el sistema de milicias de indios que habitaban en los alrededores de Santiago para adoptar como refuerzo un ejército mercenario reclutado en parte en España y en parte en el Perú, cuyo número varió entre 1.500 y 2.500 hombres. Dicho número significó que a Chile llegara de manera permanente y continua un elemento que influyó de forma importante en el mestizaje. 
Durante la Colonia al Ejército solo entraban como oficiales los españoles peninsulares o los nacidos en América, o sea criollos pero de familias "honorables". Los españoles mestizos, es decir, el de reciente mezcla entre español e indígena solo podía ser suboficial o personal de tropa por cuanto se desconfiaba de su lealtad, y episodios como los del "Mestizo Alejo" ayudaron a esa desconfianza. No obstante, si mostraba valentía, arrojo, lealtad y otros valores militares, podía alcanzar los despachos de oficiales. Según las crónicas del soldado español Alonso González de Nájera, combatiente de los primeros años de la guerra, era costumbre que se enviaran a Chile socorros desde el Perú, señalando, sin embargo, que entre los soldados iban también algunos mestizos, de los que dice eran propensos a la traición, siendo asimismo los condenados por delitos enlistados a la fuerza para ir a servir a Arauco.